# Max Houben
Max Houben, född 5 maj 1898 i Verviers, Belgien, död 10 februari 1949 i Lake Placid, New York, USA var en belgisk mångsidig idrottsman och var den förste belgare att delta i både olympiska sommar- och vinterspel. Han deltog vid olympiska sommarspelen i Antwerpen 1920 i friidrott som sprinter och sprang 200 meter och stafett 4 x 100 meter. Han spelade också fotboll och blev belgisk mästare 1933. Men han är mest känd som bobåkare och deltog i fyra olympiska vinterspel. Som bäst nådde han en andra plats i Sankt Moritz 1948.